# Pico de Mulieres
Pico de Mulieres är en bergstopp i Spanien.   Den ligger i provinsen Provincia de Huesca och regionen Aragonien, i den nordöstra delen av landet, 400 km nordost om huvudstaden Madrid. Toppen på Pico de Mulieres är 2 969 meter över havet.
Terrängen runt Pico de Mulieres är huvudsakligen bergig, men den allra närmaste omgivningen är kuperad.Runt Pico de Mulieres är det glesbefolkat, med 8 invånare per kvadratkilometer. Närmaste större samhälle är Vielha, 11,3 km nordost om Pico de Mulieres. Trakten runt Pico de Mulieres består i huvudsak av gräsmarker.